# دان كوك
دان كوك (بالإنجليزية: Dan Cook)‏ هو كاتب العمود وصحفي أمريكي، ولد في 12 أغسطس 1926 في هيوستن في الولايات المتحدة، وتوفي في 3 يوليو 2008 في سان أنطونيو في الولايات المتحدة.